# Motya
Motya (Grieks: Μοτύη of Μοτύα (Attisch dialect), Italiaans: Mozia, Siciliaans: Mozzia), was een Fenicische kolonie, gesticht in de 8e eeuw voor Chistus op een van de vier eilanden in de  lagune van Stagnone aan de westkust van Sicilië. De stad lag op het  middelste eilandje in de lagune, ongeveer één kilometer uit de kust en was door een verharde weg over een aangelegde dam verbonden met het vasteland. De stad lag tussen Drepanum (hedendaags Trapani) en Lilybaeum (Marsala). In de 11e eeuw werd het eiland bewoond door de Basilianen, die het omdoopten tot San Pantaleo.

## Naam
Motya is de latijnse vorm van de Griekse naam, geschreven als Motýa (Μοτύα) or Motýē (Μοτύη), vernoemd naar een vrouw die voorkomt in de mytyhen rond Hercules. In het Italiaans wordt het eiland Mozia genoemd.

## Geografie
Het eiland San Pantaleo meet ongeveer 850 bij 750 meter, en ligt 1 km ten westen van de zoutpannen bij Marsala.

## Geschiedenis

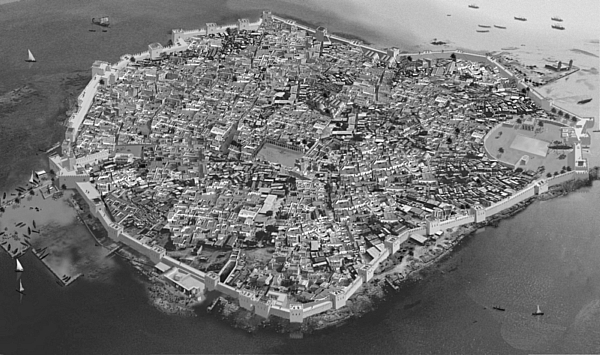
Motya in de 5e eeuw v.Chr.

De stad op de uiterste westpunt van Sicilië werd waarschijnlijk in de 8e eeuw v.Chr. gesticht als een Fenicische kolonie en was in eerste instantie alleen een emporium of handelsnederzetting. Motya was in eerste instantie een open stad. In de 6e eeuw v.Chr. werd de stad ommuurd en in dezelfde periode werd ook de toegangsweg naar de eilandstad aangelegd. De plaatsnaam Motya is afgeleid van het Fenicische woord  "Mtw", wat wolspinnerij zou betekenen. Rond dezelfde tijd werden Griekse kolonies opgezet in het oosten van Sicilië, met Syracuse als belangrijkste stad. De kleine nederzetting Motya groeide uit tot een florerende en belangrijke handelsstad. Nadat het Fenicische thuisland onder invloed van Perzië kwam en de handel van de belangrijkste Fenicische stad Tyrus beperkt werd tot het oostelijke deel van de Middellandse Zee ontwikkelde Carthago zich tot de belangrijkste handelsmacht in de westelijke Middellandse Zee. In deze tijd kwam Motya onder de invloedssfeer van Carthago. Door de uitbreiding van de Griekse invloed op Sicilië had Carthago in de 6e eeuw nog maar drie steden op het eiland: Motya, Solus (Solunto) en Panormus (Palermo). De rest van Sicilië werd een deel van Magna Graecia (Groot-Griekenland), de benaming van Zuid-Italië en Sicilië in de oudheid. Vanwege de strategische ligging en de relatieve nabijheid van Carthago werd Motya een van de belangrijkste handelssteden in het Carthaagse Rijk.
Nadat in 480 v.Chr. tijdens de Slag bij Himera het Carthaags leger vernietigend was verslagen, waarbij de Carthaagse legeraanvoerder Hamilcar Mago om het leven kwam, keerde diens kleinzoon Hannibal Mago in 409 v.Chr. terug naar Sicilië, waar hij de Griekse steden Selinous en Himera veroverde en van Motya en Panormus permanente steunpunten van de Carthaagse vloot maakte. Motya had net als Carthago een kothon, een kunstmatige haven binnen de stadsmuren. In 406 v.Chr. namen de Carthagers onder generaal Himilco de Griekse stad Akragas in en een jaar later Gela en Kamarina. Nadat een epidemie zijn troepen had gedecimeerd was Himilco gedwongen in 405 v.Chr. een vredesverdrag met de Grieken te sluiten.
De belangrijke positie van Motya in het Carthaagse Rijk leidde ertoe dat tiran Dionysios I van Syracuse in 398 v.Chr. de aanval op de stad begon; het beleg van Motya. Na een moeizame en langdurige belegering wisten de Grieken de stad uiteindelijk te veroveren. Dionysios was van plan de bewoners te verkopen op de slavenmarkt, maar de Griekse troepen, gefrustreerd door de langdurige strijd met vele slachtoffers, moordden vrijwel de gehele bevolking uit. Carthago wist Motya het volgende jaar te heroveren, maar de stad werd nooit meer echt belangrijk en verdween geleidelijk uit de geschiedenis. Het nabijgelegen Lilybaeum werd het nieuwe Carthaagse steunpunt op Sicilië.

## Opgravingen
In 1913 werd het eiland gekocht door Joseph Whithaker , een telg uit het geslacht van de Engelse wijnhandelaren uit Marsala. Hij liet er een huis bouwen en startte met het verrichten van opgravingen. Zijn huis staat nog steeds op het eiland en is nu omgebouwd tot museum, verder is het eiland vrijwel onbewoond. De oude toegangsweg via de dam ligt nu onder water, maar is vanuit de lucht nog duidelijk te zien.

## Foto's

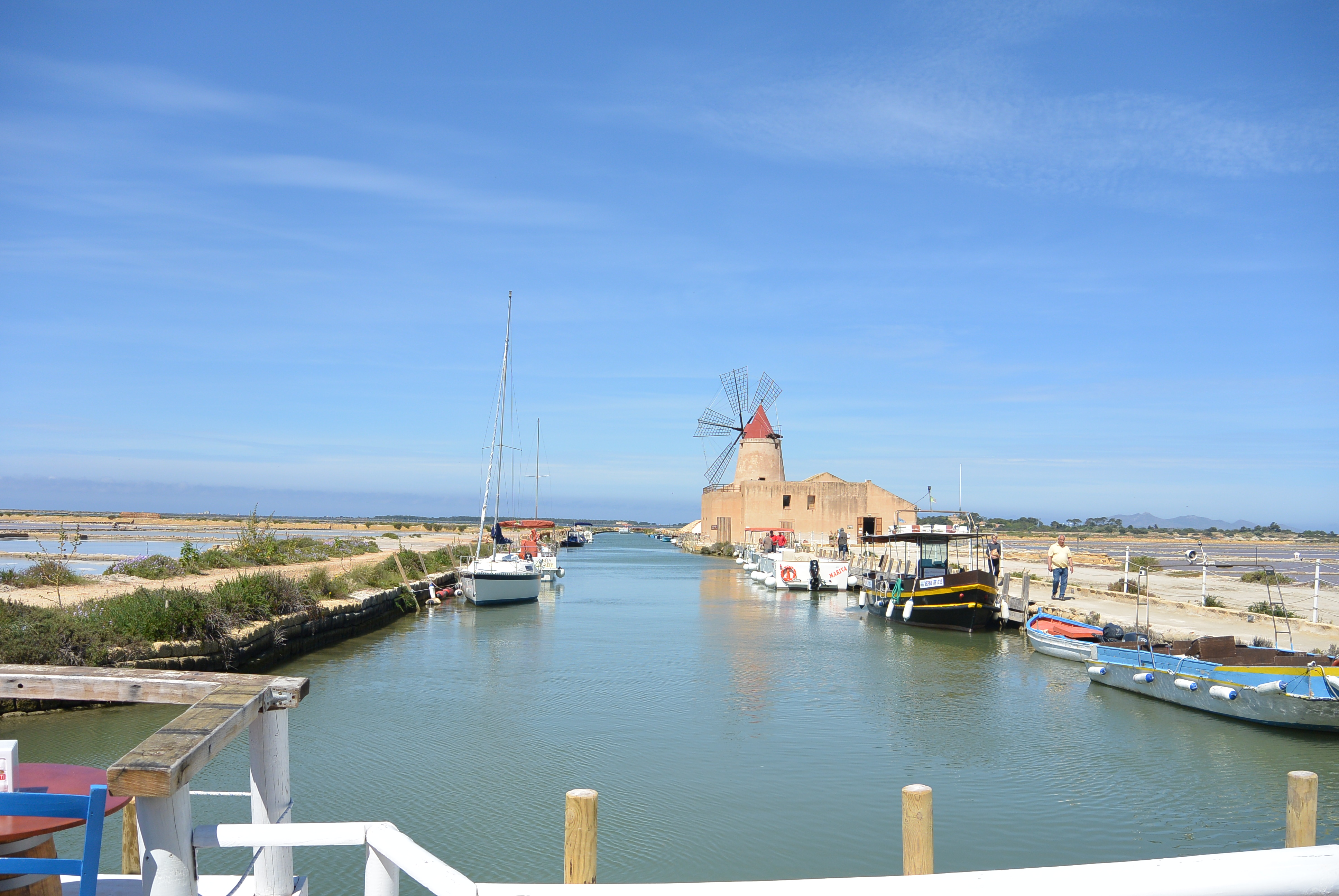
zoutmolen en museum marsala, afvaart naar mozia
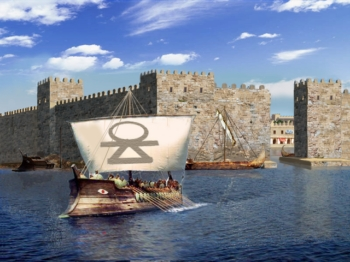
Reconstructie van de toegang tot de kothon van Motya.
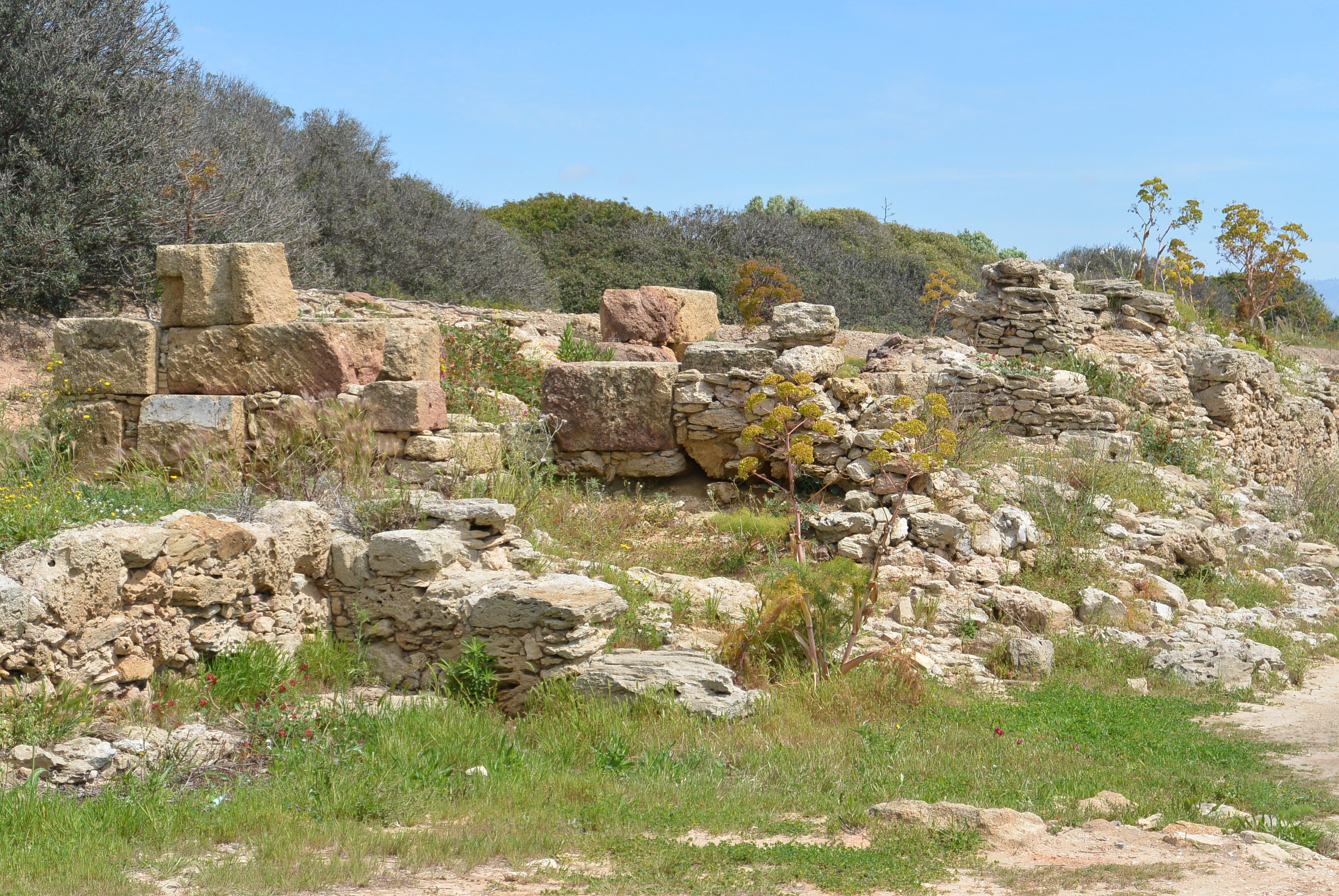
ruine op mozia
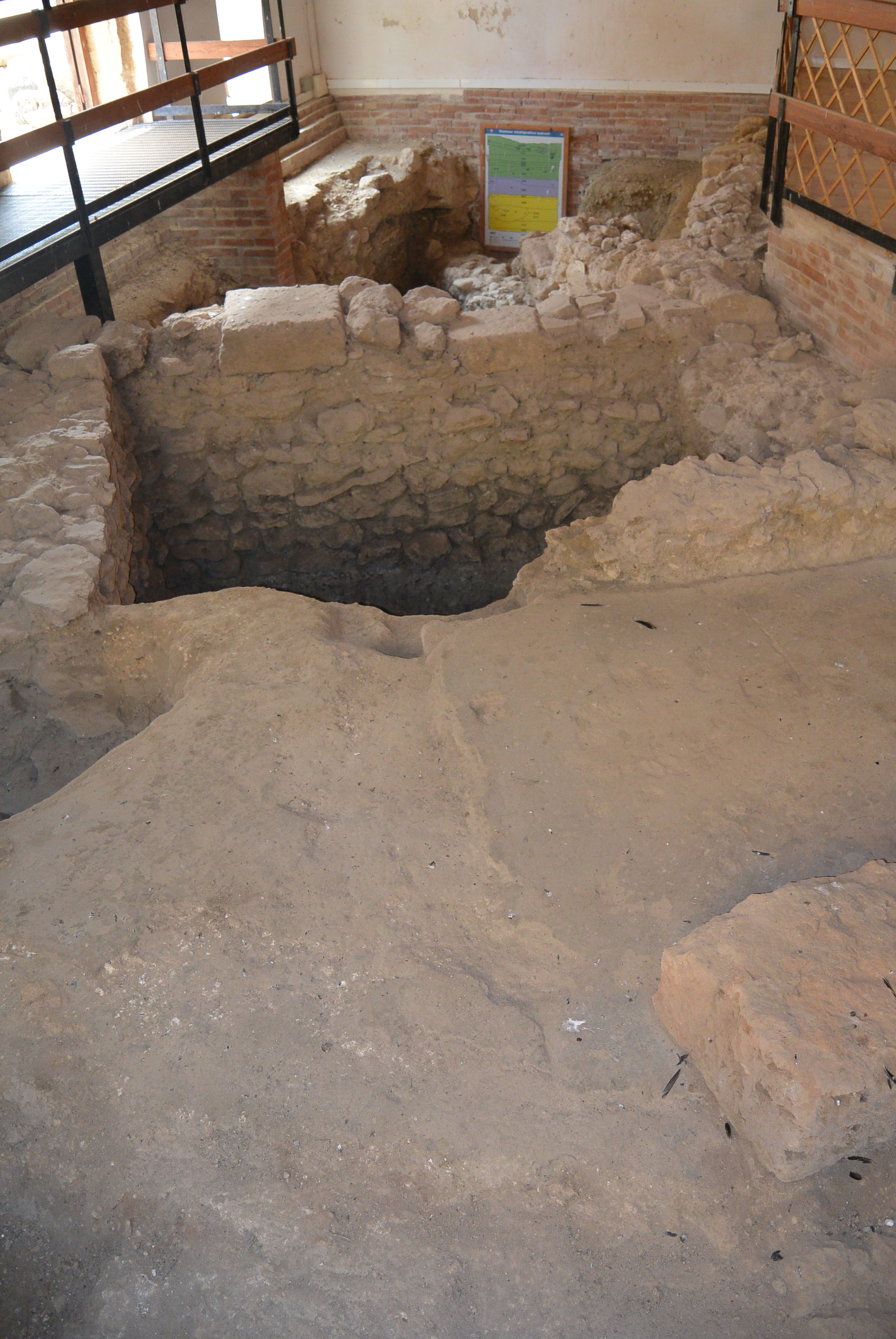
opgraving fenicische woning in museum joseph whitaker
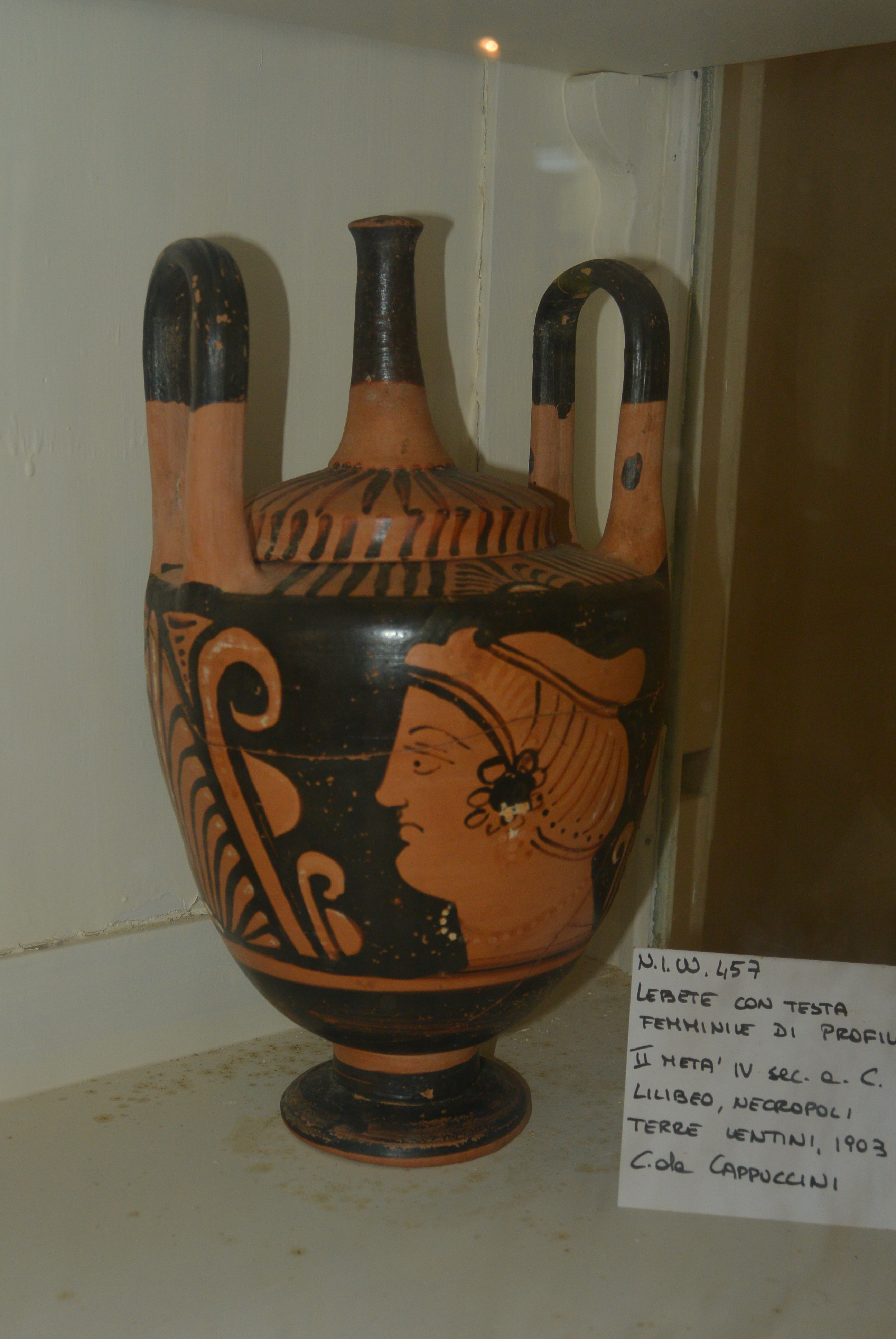
griekse vaas in het museum